# Pontificia università "San Tommaso d'Aquino"
La Pontificia Università "San Tommaso d'Aquino" (PUST), nota anche come Angelicum in onore del suo patrono Tommaso d'Aquino, è l'istituto di insegnamento e ricerca dell'Ordine dei domenicani a Roma, ed una delle principali università pontificie del mondo. L'Angelicum dipende direttamente dal papa per il suo mandato e ha lo status di università pontificia.
L'Angelicum è amministrato dall'Ordine dei predicatori; la Costituzione apostolica Sapientia Christiana ne chiarifica i parametri dell'autorità della Chiesa e della libertà accademica.

## Storia

### Origini medievali: 1222 -Studium conventualea Santa Sabina
L'Angelicum affonda le sue radici nella fondazione del primo studium conventuale domenicano a Roma presso il convento di Santa Sabina nell'anno 1222, dove "gli studi sacri fiorivano".
L'Ordine dei frati predicatori fu approvato nel dicembre del 1216 e nel gennaio del 1217 da papa Onorio III nelle bolle Religiosam vitam e Nos attendentes. Il 21 gennaio 1217 papa Onorio con la bulla Gratiarum omnium riconobbe i seguaci di san Domenico come un ordine dedito allo studio ed autorizzò una prima facoltà riservata alle autorità episcopali locali. Entro un anno san Domenico aveva già mandato sei dei suoi seguaci a studiare alla scuola presso la cattedrale di Tolosa. Il 15 agosto 1217 sette domenicani partirono per Parigi, la grande città universitaria del periodo, per fondare un centro di studio. Il convento di San Giacomo divenne il primo studium generale dell'Ordine. San Domenico stabilì fondazioni simili in altre grandi città del mondo: a Bologna nel 1218, a Palencia nella Spagna nel 1219, a Montpellier nella Francia nel 1220 e ad Oxford nell'Inghilterra prima della sua morte nel 1221.
Alla fine del 1219 Onorio III invitò san Domenico e i suoi seguaci a dimorare sull'Aventino presso l'antica chiesa romana di Santa Sabina. Prima di quel tempo i frati non avevano dimora permanente a Roma, ma restavano temporaneamente al convento di San Sisto Vecchio. I frati si trasferirono all'inizio del 1220. Poco dopo, il primo capitolo generale dell'ordine, che si tenne a Bologna il 20 maggio 1220, comandò che ogni convento domenicano nuovo doveva mantenere il proprio studium, avviando così la venerabile tradizione domenicana di fondazioni scolastiche. La fondazione ufficiale del convento domenicano a Santa Sabina e del suo studium conventuale, il primo studium domenicano a Roma, avvennero con il trasferimento legale della proprietà da Onorio III all'Ordine il 5 giugno 1222.
Al capitolo generale di Valenciennes nel 1259 Alberto Magno e Tommaso d'Aquino presero parte nel programmare il sistema di studi per novizi e lettori che doveva durare otto anni: due anni di filosofia, due di teologia fondamentale, storia ecclesiastica e diritto canonico, e quattro anni di teologia. Gli studenti che dimostravano capacità particolari erano mandati ad uno studium generale, diventando lector, magister studentium, baccalaureus e magister theologiae.

### 1265 -Studium provinciale
Nel 1265 lo studium fu guidato da san Tommaso d'Aquino secondo il mandato del Capitolo di Agnani: "Fr. Thome de Aquino iniungimus in remissionem peccatorum quod teneat studium Rome, et volumus quod fratribus qui stant secum ad studendum provideatur in necessariis vestimentis a conventibus de quorum predicatione traxerunt originem. Si autem illi studentes inventi fuerint negligentes in studio, damus potestatem fr. Thome quod ad conventus suos possit eos remittere" (Acta Capitulorum Provincialium, Provinciae Romanae Ordinis Praedicatorum, 1265, n. 12).
Le cronache delle chiese di San Domenico a Perugia e di San Domenico ad Orvieto attestano che lo studium di Santa Sabina ebbe il ruolo particolare di supplire dai suoi membri teologi per la curia papale dell'epoca.
Con la partenza dell'Aquinate per Parigi nel 1268 ed il passare del tempo, le attività pedagogiche dello studium provinciale a Santa Sabina furono divise tra due sedi. Un convento nuovo dell'Ordine Santa Maria sopra Minerva, che ebbe un inizio modesto attorno al 1255 come comunità di religiose converse, ma si sviluppò rapidamente di grandezza ed importanza dopo la sua progressiva trasformazione in convento di frati domenicani tra il 1265 ed il 1275. Nel 1288 il componente teologico del curriculum provinciale fu trasferito dallo studium provinciale del convento di Santa Sabina allo studium conventuale di Santa Maria sopra Minerva, il quale fu designato studium particularis theologiae.
Seguendo il curriculum di studi imposto dal capitolo generale del 1291, lo studium di Santa Sabina fu ridesignato come uno dei tre studia novae logicae specializzati nella logica nova, i testi aristotelici che entrarono nell'Occidente soltanto nella seconda metà del XIII secolo (i Topici, le Refutazioni sofistiche ed i Primi e secondi analitici). Questa materia costituiva un passo avanti rispetto alla logica antiqua, che trattava l'Isagoge di Porfirio, le Divisioni ed i Topici di Boezio, e le Categorie e Sull'interpretazione di Aristotele, insieme alle Summule logicales di Pietro di Spagna.
Nel 1305 lo studium al convento di Santa Maria sopra Minerva fu ridesignato come uno dei quattro studia naturarum della provincia romana dell'Ordine.

### 1426 -Studium Generale
Nel 1304 il capitolo generale dispose che ogni provincia dell'Ordine dovesse istituire uno studium generale per rispondere alla crescita dell'Ordine. Lo studium a Santa Maria sopra Minerva assolse questa funzione per la provincia romana dal 1426 al 1539 e, successivamente, a partire dal 1694.
Nel 1507 Antonio Caramanico fu nominato maestro reggente dello studium generale a Santa Maria sopra Minerva. Il 12 maggio 1512 gli succedette Gaspare da Perugia, prescelto dal maestro dell'Ordine dei Predicatori Tommaso De Vio.

### Storia moderna: 1577 -Collegium Divi Thomae
Nel Cinquecento lo studium a Santa Maria sopra Minerva subì nuove modifiche: nel 1577 monsignor Juan Solano trasformò lo studium di Santa Maria sopra Minerva nel Collegium Divi Thomae, seguendo il modello del Collegio di San Gregorio di Valladolid in Spagna. Nelle intenzioni del Solano, i reggenti del collegio di San Tommaso dovevano appartenere o alla provincia di Roma o a quella di Spagna. Il modello del Collegio di San Gregorio prescriveva un numero fisso di studenti domenicani che erano ammessi in base al merito intellettuale, governati da un rettore eletto, e che potevano dedicarsi esclusivamente allo studio in virtù di numerose dispense da altri doveri. Al capitolo generale di Roma nel 1694, p. Antonio Cloche dichiarò che il Collegio costituiva lo studium generale della provincia romana.
Il 26 maggio 1727, papa Benedetto XIII concesse agli studi maggiori dell'ordine domenicano, fra i quali era anche il Collegio di San Tommaso, il diritto di conferire i gradi accademici in Teologia agli studenti esterni. Aprendosi agli studenti non-domenicani, il collegio divenne un centro internazionale di specializzazione tomistica. Grazie al cardinale Girolamo Casanate il Collegio di San Tommaso fu arricchito con la fondazione della Biblioteca Casanatense, centro di studi filosofico-teologici a Roma.
Fra il 1797 e il 1814, durante l'occupazione francese di Roma, il collegio subì un progressivo declino che lo condusse sul punto di chiudere nell'ultimo quinquennio.
Dopo essere rientrato in possesso del convento di Santa Maria sopra Minerva nel 1815, l'Ordine venne nuovamente espropriato dei suoi beni nel 1871 da parte del governo italiano. Nel 1873 il Collegium Divi Thomæ de Urbe dovette lasciare la Minerva, e le attività didattiche delle facoltà del collegio continuarono a svolgersi in diversi luoghi della città, fino al definitivo trasferimento nella nuova sede. L'istituto fu temporaneamente ospitato presso il Collegio Francese di Roma, fino all'ottenimento di una casa vicino alla Minerva. Dopo la pubblicazione dell'enciclica Aeterni Patris nel 1879, il Collegio visse una nuova stagione di sviluppo, che indusse papa Leone XIII a fondare la Facoltà di Filosofia nel 1882 e quella di Diritto canonico nel 1896.

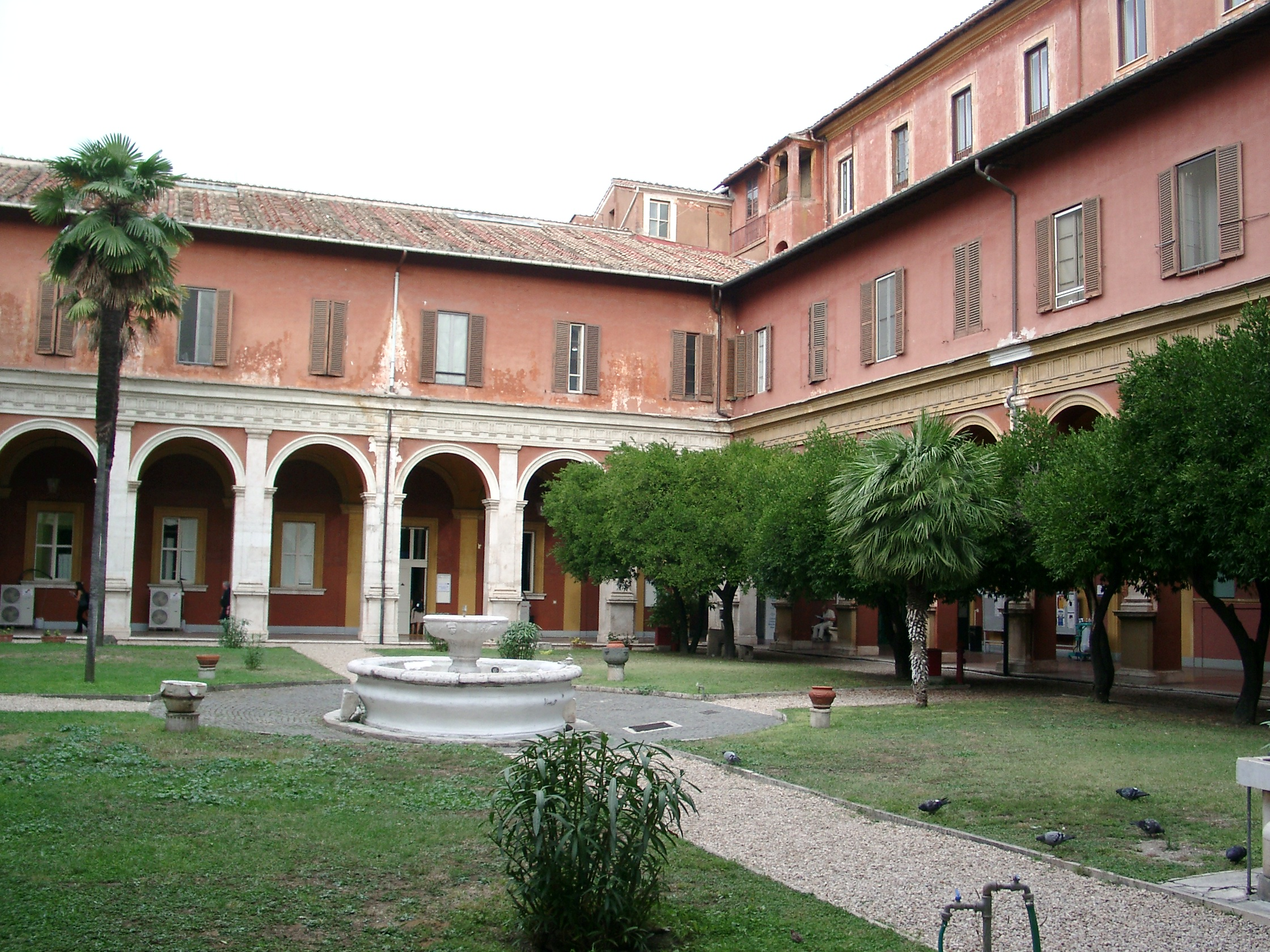
Chiostro vignolesco dell'Angelicum

I capitoli generali del 1895 e del 1901 chiesero un'ulteriore espansione del Collegio di San Tommaso per rispondere alla domanda internazionale di formazione intellettuale nell'ambito della tradizione tomista. Il capitolo del 1904 tenutosi a Viterbo diede a Giacinto Maria Cormier, il nuovo maestro generale dei domenicani, il compito di trasformare il collegio in uno studium generalissimum per l'intero ordine.

### 1906 -Pontificium Collegium Divi Thomae de Urbe
Grazie agli interventi di Cormier, il Collegio di San Tommaso ricevette da papa Pio X il titolo di Pontificium, oltre all'equiparazione delle lauree da esso conferite con quelle di tutte le università cattoliche del mondo. Con una Lettera apostolica dell'8 novembre ed un autografo del papa del 17 novembre 1908, fu eretto il nuovo Pontificio Collegio Angelicum al posto del Collegio di San Tommaso nella sua nuova sede situata in via San Vitale.
Il rettorato di Alberto Lepidi Chioti e quelli di Tommaso Maria Zigliara e Sadoc Szabó avevano portato il collegio ad un livello molto alto di eccellenza accademica, ed il numero dei suoi alunni da 120 nel 1909 arrivò a più di 1.000 attorno all'anno 1965. Il 29 giugno 1923 l'enciclica Studiorum ducem di Pio XI fece notare il Collegio di San Tommaso come l'ufficiale "sedes Thomae", l'istituto preminente per lo studio delle dottrine del dottore angelico.
L'anno 1926 vide diventare l'Angelicum un "istituto" ed esso cambiò il proprio nome ufficiale in Pontificium Institutum Internationale Angelicum. Nel 1932 l'Angelicum si trasferì di nuovo nel fabbricato, appositamente ampliato, dell'antico monastero domenicano dei santi Domenico e Sisto sul colle Esquilino. Nel 1942 il nome del collegio cambiò di nuovo in Pontificium Athenaeum Internationale Angelicum.

### 1963 -Pontificia Studiorum Universitas a Sancto Thoma Aquinate in Urbe
Il 7 marzo 1963 papa Giovanni XXIII, con il motu proprio Dominicanus Ordo, elevò l'Angelicum al rango di "università pontificia" con il nuovo nome di Pontificia Studiorum Universitas a Sancto Thoma Aquinate in Urbe, Pontificia Università "San Tommaso d'Aquino" nella città di Roma.
Nel 1950 l'Istituto di Spiritualità fu fondato ed incorporato nella facoltà di teologia, e nel 1952 fu la volta dell'Istituto di Scienze sociali, incorporato nella facoltà di filosofia. Il 2 luglio 1964 l'Istituto superiore di scienze religiose per laici Mater Ecclesiae fu incorporato nella Pontificia Università di San Tommaso d'Aquino, mentre nel 1974 questo istituto fu elevato al rango di facoltà.

### Epoca contemporanea
Dal 25 febbraio 2003 l'Angelicum ha inaugurato una cattedra dedicata all'ecumenismo, la "Cattedra Tillard", in onore del dominicano Jean-Marie Tillard.

## Struttura
L'università è strutturata nelle seguenti facoltà:
- Diritto canonico[32]
- Filosofia[33]
- Scienze sociali[34]
- Teologia[35]

### Istituti affiliati di teologia
L'Angelicum possiede diversi istituti affiliati di teologia in tutto il mondo – con una prevalenza negli Stati Uniti –, tra cui uno solo ha la qualifica di "aggregato":
- Sacred Hearth Major Seminary di Detroit (Stati Uniti) - "aggregato"
- Collegio Alberoni di Piacenza (Italia)
- Blackfriars Studium di Oxford (Regno Unito)
- Centro de Teologia Santo Domingo de Guzman di Santo Domingo (Repubblica dominicana)
- Irish Dominican Studium di Dublino (Irlanda)
- Sacred Heart Institute di Victoria sull'isola di Gozo (Malta)
- St. Charles’ Seminary di Nagpur (India)
- St. Joseph’s Seminary Dunwoodie di New York (Stati Uniti)
- St. John’s Seminary di Boston (Stati Uniti)
- St. John Vianney Theological Seminary di Denver (Stati Uniti)

### Istituti affiliati di filosofia
L'Angelicum possiede un solo istituto affiliato di filosofia: lo Studio Filosofico Domenicano di Bologna.

### Campus
Il campus dell'Angelicum si situa nel centro storico di Roma, sul colle Quirinale, nel rione della città eterna conosciuto come "Monti".
Il sito dell'Angelicum è ricordato nella storia prima dell'anno 1000 con il nome Magnanapoli e vi si trovava una chiesa dedicata alla Beata Vergine Maria. La natura del sito è incerta prima del IX secolo. Secondo una teoria, il nome Magnanapoli deriva dall'espressione Bannum Nea Polis, ossia "fortezza della città nuova". Nel IX secolo il sito era occupato da uno stabilimento militare bizantino, di cui faceva parte la famosa Torre delle Milizie, la torre più antica di Roma ancora esistente.
Nel 1569 il papa domenicano Pio V ordinò la costruzione della chiesa dei Santi Domenico e Sisto. Nel 1575 il convento fu costruito per una comunità di suore domenicane che si rifugiavano nel convento di San Sisto Vecchio. Tra gli architetti che hanno contribuito al complesso vi sono Jacopo Barozzi da Vignola, Giacomo della Porta, Nicola Torriani, Orazio Torriani e Vincenzo della Greca.
Nel 1870 la comunità di suore fu espropriata dal governo italiano. L'Ordine è riuscito a riacquistare il complesso solo nel 1927. Dopo ristrutturazioni ed ampliamenti estensivi, l'Angelicum, con una comunità di frati domenicani, vi fu installato. L'università occupa quasi l'intero pian terreno del complesso. Le altre parti (il primo, secondo, e terzo piano attorno al chiostro, insieme ad alcuni locali sotterranei) costituiscono il convento della comunità di frati domenicani che serve l'università.
Il Pontificium Institutum Internationale Angelicum aprì le sue porte al campus attuale nel 1932.
Sotto il porticato dell'entrata si trovano due statue del 1910 dello scultore Cesare Aureli (1843 - 1923), raffiguranti Sant'Alberto Magno sulla sinistra e San Tommaso d'Aquino sulla destra. Sulla base della statua di San Tommaso c'è un'iscrizione attribuita a papa Pio XI: "Sanctus Thomas Doctor angelicus hic tamquam domi suae habitat" (San Tommaso il dottore angelico abita qui come nella propria casa); l'iscrizione è una parafrasi dell'enciclica Studiorum ducem di papa Pio XI che riconosce l'Angelicum come l'istituto preminente per l'insegnamento delle dottrine dell'Aquinate: "ante omnia Pontificium Collegium Angelicum, ubi Thomam tamquam domi suae habitare dixeris". La statua di San Tommaso all'Angelicum è la seconda versione di questa opera dell'Aureli. La prima versione si trova nella Sala di Consultazione della biblioteca vaticana. La scultura è stata descritta nelle parole seguenti: "S. Tommaso seduto, nella sinistra tiene il libro della Summa theologica, mentre stende la destra in atto di proteggere la scienza cristiana. Quindi non siede sulla cattedra di dottore, ma sul trono di sovrano protettore; stende il braccio a rassicurare, non a dimostrare. Ha in testa il dottorale berretto, e conservando il suo tipo tradizionale, rivela nel volto e nell'atteggiamento l'uomo profondamente dotto. L'autore non ha avuto da ispirarsi in altr'opera che esistesse sul soggetto, quindi ha dovuto, può dirsi, creare questo tipo, ed è riuscito originale e felice nella sua creazione." Su richiesta del Pontificio Seminario Romano, la versione vaticana della statua fu commissionata nel nome di tutti i seminaristi del mondo come regalo al pontefice in occasione del giubileo episcopale di papa Leone XIII nell'anno 1893.
Un chiostro centrale con giardino e fontana costituisce il cuore del campus dell'Angelicum. Le due vasche della fontana antica sono alimentate dall'Acqua Felice, primo nuovo acquedotto costruito dopo l'Impero romano, completato nel 1585 per ordine di papa Sisto V, il cui nome al secolo era Felice Peretti. L'Acqua Felice alimenta anche la fontana di Giovanni Battista Soria (c. 1630) all'entrata del giardino murato e la fontana alla scala doppia sotto la portineria dell'università, prima di scorrere al suo termine nella fontana di Mosé, conosciuta anche come Fontana dell'Acqua Felice sulla via del Quirinale.
Il chiostro è fiancheggiato sui quattro lati da portici ad archi su disegno di Giacomo Barozzi da Vignola, ma completati dopo la sua morte. Dieci archi sui lati lunghi e sette sui lati corti sostenuti da lesene di stile toscano saltano da plinti alti. Un semplice fregio liscio con triglifi e metope separa il livello più basso dai livelli superiori.
Attorno al chiostro si trovano undici aule d'insegnamento, l'ultima delle quali, l'Aula della Sapienza, sito delle difese dottorali, si trova sul lato nord del chiostro accanto agli uffici dell'amministrazione dell'università. La Sala delle Colonne si trova sul lato est del chiostro. Quest'ultima, ornata di sei colonne di marmo e di tracce di affreschi tardo rinascimentali, serviva da biblioteca del vecchio convento, e successivamente fu adibita a sala ricevimenti.

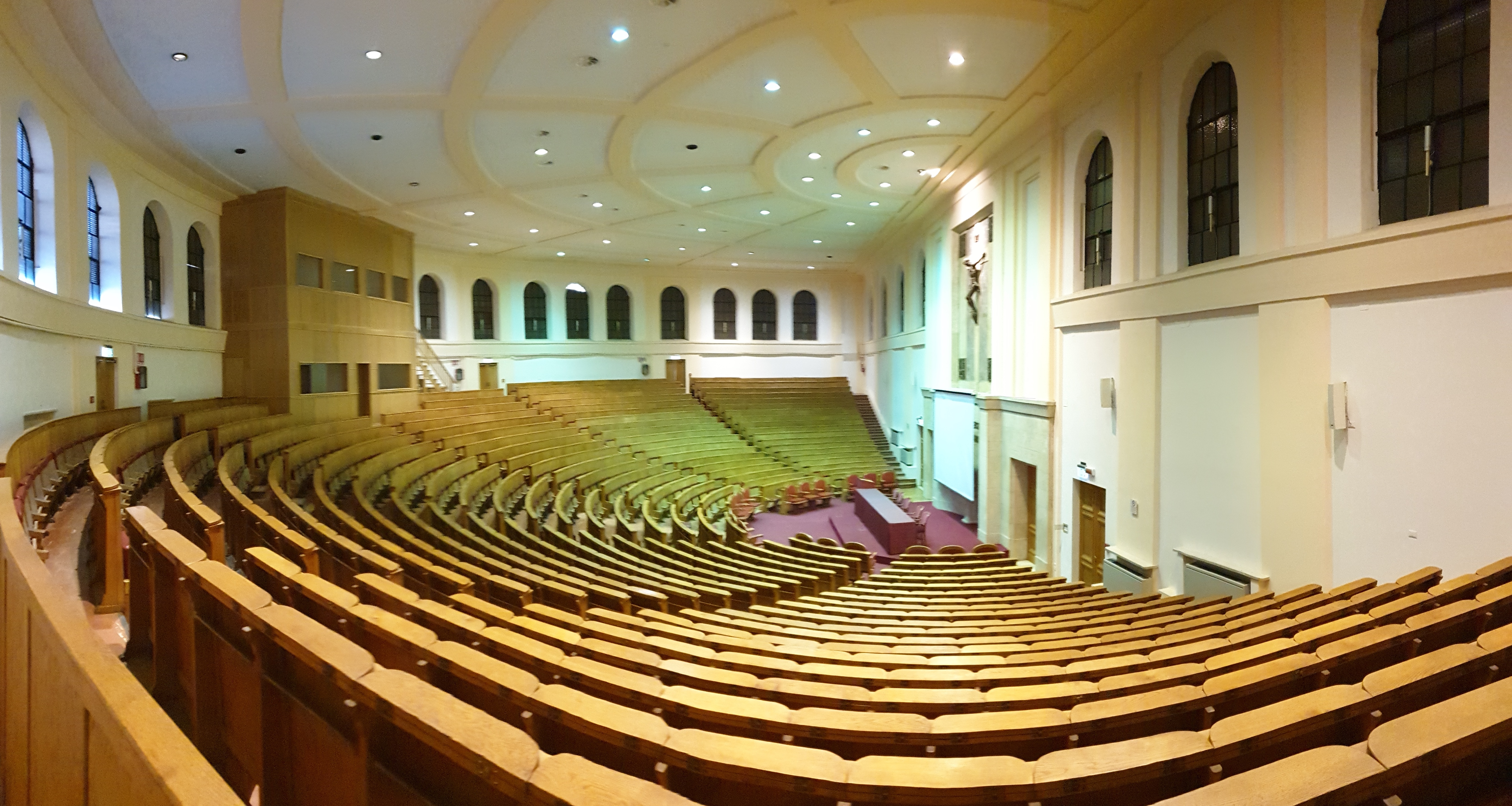
Aula magna “Giovanni Paolo II” alla Pontificia Università “San Tommaso d’Aquino”

Ad est della Sala delle Colonne si trova l'Aula Magna "Giovanni Paolo II", un auditorium semicircolare inclinato con una capienza di 1.100 persone che fu costruito durante il restauro degli anni Trenta dall'ingegnere romano Vincenzo Passarelli (1904-1985). L'Aula Magna è stata in seguito dedicata a papa Giovanni Paolo II. Un altro auditorium adiacente con capienza di 350 persone si chiama Aula Minor "San Raimondo". Oltre ancora, ad est, si trovano la libreria e la biblioteca universitaria.
A sud del complesso si trova il giardino murato dell'Angelicum. All'entrata del giardino c'è una fontana realizzata su disegno di Giovanni Battista Soria, che fu costruita nel 1630. Il giardino murato è arricchito da alberi e molti tipi di piante, tra le quali aranci, limoni, pistacchi, ulivi, fichi, palme, allori e vigne.
Sul lato nord del campus si trovano la cappella universitaria, il coro e la chiesa dei santi Domenico e Sisto. Il campus confina, sul lato nord, con via Panisperna e con la Villa Aldobrandini, villa principesca del Settecento i cui i giardini furono eliminati nel Novecento a causa della costruzione di via Nazionale, divenuta sede dell'Istituto internazionale per l'unificazione del diritto privato (UNIDROIT).
Al primo piano, attorno al chiostro, si trovano gli appartamenti dei professori domenicani e la Sala del Senato. Quest'ultima era la sala capitolare del convento vecchio e contiene un trittico del Quattrocento raffigurante sant'Andrea del pittore Lippo Vanni e un crocifisso del Trecento; inoltre vi si trova una reliquia dell'intero corpo di un santo non identificato, che porta l'armatura di un soldato imperiale romano.

### Biblioteca
La biblioteca dell'università contiene quella parte del patrimonio testuale dell'Angelicum che non fu espropriato dal governo italiano nel 1870, come la Biblioteca Casanatense. La biblioteca del vecchio convento domenicano originalmente aveva 40.000 libri nella Sala delle Colonne. Con la crescita della collezione uno spazio più ampio fu ritrovato sotto l'Aula Magna per un nuovo deposito di libri ed una sala di lettura con finestre ampie che affacciano sulle palme del giardino murato dell'Angelicum.

## Angelicum
Dal 1923 l'ateneo pubblica Angelicum, rivista trimestrale neotomista in lingua italiana e inglese, che, in sintonia col Vescovo di Roma, presenta articoli, saggi e recensioni, ponendosi come luogo di incontro fra il pensiero cattolico e i maggiori esponenti dei seguenti ambiti disciplinari: filosofia, teologia, diritto canonico, scienze religiose e scienze sociali.

## Oikonomia
Dal 1999 alcuni docenti e ricercatori della Facoltà di Scienze sociali dell'università hanno fondato la rivista quadrimestrale Oikonomia. Lo scopo della rivista è quello di promuovere la ricerca nei seguenti ambiti disciplinari: filosofia, storia, psicologia sociale, economia. Particolare attenzione è riservata a tematiche in materia di etica economica e sviluppo sostenibile.
I contributi sono in italiano e in inglese.

## Rettori
- Tommaso Maria Zigliara (1873-1879)
- Alberto Lepidi Chioti (1885-1897)
- Mariano Cordovani (1927-1932)
- Michael Browne (1932-1941)
- Edward Władysław Kaczyński (1993-2001)
- Francesco Compagnoni (2001-2005)
- Joseph Agius (2005-2009)
- Charles Morerod (2009- 2011)
- Miroslav Konštanc Adam (2012-2016)
- Michael Paluch (2017-2021)
- Thomas Joseph White (dal 2021)